# Thomas Aigner (Medienunternehmer)

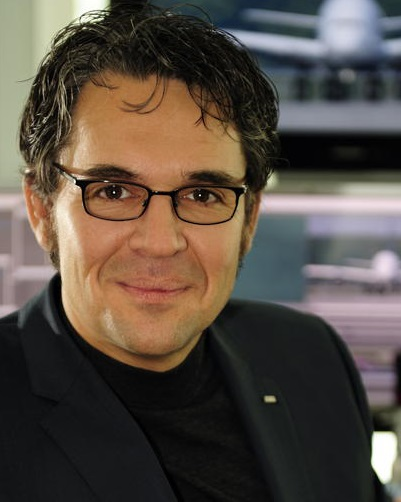
Thomas Aigner, 2012

Thomas „Thomy“ Aigner (* 14. Juli 1964 in Klosterneuburg bei Wien) ist ein ehemaliger österreichischer Radio- und Fernsehmoderator sowie Journalist, der als Medienunternehmer und Dozent tätig ist.

## Ausbildung und Einstieg in den Journalismus
Nach seinem Abschluss zum Hotelkaufmann absolvierte er ab 1983 eine journalistische Ausbildung beim Österreichischen Rundfunk in Wien und war anschließend als Moderator und Redakteur des Senders Ö3 tätig, unter anderem für die Sendungen Treffpunkt Ö3, Nachtexpress und Ö3 Wecker. Im Österreichischen Fernsehen moderierte er 1986 die erste interaktive Spielsendung Superflip.

## Auslandsaufenthalt und Studium in Los Angeles
Nach sechs Jahren beim ORF Wien wechselte er für vier Jahre nach Los Angeles, um dort ein Korrespondentenbüro zu gründen. Er belieferte den ORF mit regelmäßigen Radio- und TV-Beiträgen im Rahmen der Sendungsreihen Jolly Joker, Seitenblicke und Look. Darüber hinaus war er auch für die deutschen Sender Bayern 3, den Südwestfunk (SWF), Antenne Bayern und Radio FFN tätig. Für RTL Radio Luxemburg produzierte er 54 Folgen der wöchentlichen Radiosendung Hollywood hautnah. Deutsche und österreichische Zeitungen und Zeitschriften (unter anderem Kurier, Kronen Zeitung, Wiener, Basta, Skip und Quick) belieferte er mit Berichten aus Los Angeles und den USA. Vor Ort sammelte er weitere Erfahrungen bei verschiedenen Radio- und TV-Sendern, so bei KIIS-FM und der Morningshow Rick Dees in the morning. An der UCLA absolvierte er parallel das Extensions-Studium ‚Broadcast Management‘.

## Sendungen im deutschen Fernsehen
Von 1990 bis 1992 war Aigner 580 Folgen lang Moderator der TV-Spielshow Hopp oder Top des Senders Tele 5. Der Sender tm3 sendete im Anschluss über 1000 Wiederholungen dieser Sendung in der Primetime.
In der Folge moderierte er 1993/94 bei VOX die politische Quiz-Show Vox Box sowie ein Reisequiz.
1993/1994 produzierte und moderierte er die Sendung GongTalk (später: Talkline), das erste SimulCast TalkRadio. Dabei wurde die Sendung gleichzeitig bei Radio Gong und Radio NRW ab 23 Uhr ausgestrahlt. Ab Mitternacht startete die TV-Ausstrahlung auf VOX.
1995 moderierte Aigner für 3sat die Sendung Internet, irre neue Welt, die gleichzeitig in Deutschland und in San Francisco ausgestrahlt wurde. 1995/96 präsentierte er zwölf Folgen der Sendung Das ist Liebe, die Show der zwischenmenschlichen Differenzen im ZDF.
1996/1997 produzierte und moderierte Aigner netNite die erste regelmäßige TV-Sendung zum Thema Internet für das ZDF. Die mitternächtlichen Sendungen erzielten mit Gästen wie Hubert Burda, Andrea Thilo oder Jörg Kachelmann einen Marktanteil von bis zu zehn Prozent.

## Eigene Firma und Projekte
Seit 1995 ist er Geschäftsführer seines eigenen Multimedia-Unternehmens AignerMEDIA (AME) GmbH (vormals: AME Aigner Media & Entertainment GmbH) in München.
1996–1997 produzierte AME für das ZDF mit netNite die erste regelmäßige Internet-TV-Sendung im deutschen Fernsehen. Ab Oktober 1998 produzierte er die Multimedia-Sendung netRadio für das Hörfunkprogramm Bayern 3 des Bayerischen Rundfunks. Insgesamt lief die Sendung neun Jahre lang.
Für netRadio entwickelte er 1998 die Second-Screen-App URL-Push.
Parallel zu den von ihm produzierten Radio- und TV-Sendungen gab Aigner 1996 den netNews1letter (ISSN 1617-2116) heraus. Dieser hatte wöchentlich rund 23.000 Leser über Themen rund um das Internet.
Beim netNewsletter kam es durch das Fehlen des wenig verbreiteten Opt-in-Verfahrens zu einer Kette von Gerichtsverfahren. Ein Abonnent hatte sich bei der Angabe der E-Mail-Adresse vertippt. Dieses Gerichtsverfahren führte in letzter Instanz vor dem Bundesgerichtshof zum ersten Anti-Spam-Urteil in der Geschichte des deutschen Internets.
In einer darauf folgenden Anfrage an den Bundestag wurde das Urteil zwar inhaltlich bestätigt, jedoch „hätte es die Herausgeber des netNewsletters nicht treffen sollen, da dieser ein kostenloser Newsletter war“, so die damalige Verbraucherschutzministerin Renate Künast. Mittlerweile wurde das BGH-Urteil noch weiter präzisiert: „Ein Newsletter, der das Ergebnis einer redaktionellen Tätigkeit ist, geniesst den Schutz der Rundfunk- und Meinungsfreiheit, auch dann wenn er Werbung enthält“.
Im Jahr 1998 entwickelte er die filmische Umsetzung der neugegründeten Initiative Schulen ans Netz für das Bundesministerium für Bildung und Forschung.
Zur Jahreswende 1999/2000 kreierte er zusammen mit dem Münchner Künstler Markus Heinsdorff das Kunst-Projekt Screenhouse, bei dem zehn Tage lang Internetseiten auf eine 900 m² große Außenfläche der Zentrale der HypoVereinsbank in München projiziert wurden. Der Bayerische Kulturminister Julian Nida-Rümelin lobte das Projekt in seiner Laudatio, „Screenhouse ist es erstmals gelungen, die digitale Welt mit der urbanen Welt zu verschmelzen“.
Im Jahr 2000 beauftragte Endemol Aigners Agentur mit der multimedialen Umsetzung der TV-Sendung Big Brother. Mittels Videostreaming wurden am stärksten Tag (Einzug Verona Feldbusch Pooth) 700.000 Zuschauer erreicht. Der Projektumfang umfasste auch die Sicherung der Domains und deren Rechtewahrnehmung.
Im Jahr 2001 erhielt Aigner eine Teil-Lizenz für die Münchner Hörfunkfrequenz 92,4 MHz und belieferte das FAZ Businessradio mit dem täglichen Programmfenster net.fm.
Weitere Projekte waren PAYperSTREAM, die TowerCam auf dem Münchener Olympiaturm und der LogoToaster.
Zuletzt arbeitete Aigner vornehmlich an dem Projekt PilotsEYE.tv. Dabei handelt es sich um Filmaufnahmen an Bord eines Flugzeugs, wobei den Zuschauern mit bis zu 14 synchronisierten Kameras in hochauflösender Qualität HD und 4K der Flug aus Sicht der Piloten gezeigt wird. Durch coronabedingte Flug-Einschränkungen wurde das Format um die Podcast Reihe planeTALK  erweitert. Dabei kommen Menschen zu Wort, die Aviation leben und lieben.
Regelmäßig fungiert Aigner als Moderator und Keynote-Speaker zu den Themen der neuen Medien und der Verschränkung mit den klassischen Medien, unter anderem seit 1996 für die Medientage München.

## Lehrtätigkeiten
- Zwischen 2005 und 2014 war er Leiter des Bildungsgangs Marketingwirt BAW an der Bayerischen Akademie für Werbung und Marketing (BAW).[27]
- Von 2011 bis 2021 unterrichtete er an der Bayerischen Akademie für Fernsehen (BAF).[28]
- Seit 2014 unterrichtet er an der Hochschule für Fernsehen und Film München (HFF) Abteilung V – Produktion und Medienwirtschaft.

## Auszeichnungen
- 1985 wurde Thomas Aigner von den Lesern der Jugendzeitschrift MusicMan zum beliebtesten Radiomoderator Österreichs gewählt.
- Im Jahr 2000 wurde Thomas Aigner vom Branchendienst kressreport zu einem der „100 wichtigsten Deutschen im Internet“ gewählt.
- Im Jahr 2000 wurde er für das Format und die Aufbereitung der Sendung netRadio auf Bayern 3 mit dem OnlineStar ausgezeichnet.
- Für die Folge Nordpol von PilotsEYE.tv erhielt Aigner 2009 im Rahmen des World Media Festivals in Hamburg einen silbernen intermedia-globe.[29]